# 阿基米德螺线
阿基米德螺旋線（Archimedean spiral），亦称“等速螺线”。当一点P沿动射线OP以等速率运动的同时，这射线又以等角速度绕点O旋转，点P的轨迹称为“阿基米德螺线”。它的极坐标方程为：{\displaystyle \,r=a+b\theta }。这种螺线的每条臂的间距永远相等于{\displaystyle 2\pi b}。
- 阿基米德螺線360度
- 極坐標圖

## 应用

渦捲式壓縮機運轉原理

準確地利用阿基米德螺線，可以三等分任意角。但是因為阿基米德螺線無法利用尺規作出，故幾何三大難題中的三等份任意角仍然穩坐其寶座。

## 阿基米德螺線的畫法
- 一、以適當長度（OA）為半徑，畫一圓O。
- 二、作一射線OA。
- 三、作一點P於射線OA上。
- 四、模擬點A沿圓O移動，點P沿射線OA移動。
- 五、畫出點P的軌跡。
- 六、結果。（隱藏圓O、射線OA  &點P）